# Jaime Larraín García-Moreno
Jaime Larraín García-Moreno (París, Francia, 23 de marzo de 1896-Santiago, Chile, 26 de septiembre de 1975), fue un abogado, agrónomo, empresario y político chileno. Se desempeñó como diputado de la República en representación de los departamentos de Valparaíso y Casablanca durante el periodo 1921-1924. Posteriormente, ejerció como senador de la República en representación de la 8ª Agrupación Provincial, durante dos periodos legislativos consecutivos entre 1945 y 1957.

## Familia y estudios
Nació en París, Francia, el 23 de marzo de 1896, hijo del exdiputado Raimundo Larraín Covarrubias y de Ana Luisa García-Moreno Flores. Realizó sus estudios primarios y segundarios en el Instituto de Humanidades de Santiago, y los superiores en la Universidad de Chile, donde estudió derecho; y agronomía, en la Pontificia Universidad Católica (PUC), siendo vicepresidente del Centro de Alumnos de Agronomía.
Se casó en 1917 con Elena Valdés Morandé, con quien tuvo siete hijos, entre ellos, Elena —activista política anticomunista— y Raimundo Larraín Valdés —socialité reconocido en Francia—.

## Carrera profesional
Fue empresario y se dedicó a las actividades agrícolas, en la hacienda Esmeralda, en la comuna de Rosario. Fue socio de la firma Larraín García Moreno Hnos.
Durante su vida le preocupó siempre lo social y lo gremial; y así también participó y dirigió las Conferencias San Vicente de Paul, de la que fue presidente en 1916. Organizó y fundó el Círculo de Estudios, bajo la tuición del padre Fernando Vives Solar, en 1913, del que fue presidente. Colaboró con el padre Vives, en la creación de sindicatos católicos y organizó los gremios patronales de Chile, de tendencia social cristiana. Fue integrante de la Asociación Nacional de Estudiantes Católicos (ANEC). Aparte de católico tuvo una posición corporativista, organicista, partidario de las instituciones gremiales e industriales.
En 1925 fue elegido como consejero de la Sociedad Nacional de Agricultura (SNA), y el 21 de abril de 1930 asumió como vicepresidente de la misma; el 3 de julio de 1933 fue ungido presidente, cargo que ocupó hasta diciembre de 1940, fecha en que le fue admitida su renuncia. También fue presidente del Congreso de Agricultores de Santiago, en 1939. Fue uno de los fundadores y presidente de la Confederación de la Producción y del Comercio (CPC) entre 1934 y 1935, y director del Banco Central de Chile.
Entre otras actividades, fue socio de la Academia de Ciencias Económicas de la Universidad Católica de Chile, y del Club de La Unión.
Recibió la condecoración francesa, al "Mérito Agrícola".

## Carrera política
Sus pasos iniciales en política fueron en la Juventud del Partido Conservador; pero fue influenciado por el social cristianismo y no se sintió bien en él. Más tarde, de acuerdo a su sentir gremialista, se volcó al agrario-laborismo militando en diferentes tiendas como el Partido Agrario Laborista (PAL), el Partido Nacional, y el Partido Nacional Popular (Panapo).
En las elecciones parlamentarias de 1924, fue elegido como diputado por los departamentos de Valparaíso y Casablanca, en representación de la línea conservadora de inspiración social-cristiana, por el período legislativo 1921-1924. Durante su gestión, integró la Comisión Permanente de Legislación Social, que se dedicó al estudio del Código del Trabajo; sin embargo, al poco tiempo renunció a la entidad, argumentando que se había dado un enfoque marxista al estudio de dicho texto jurídico.
Posteriormente, apoyó al Partido Agrario, creado en 1931 por agricultores del sur de Chile, de tendencia corporativista, sectorial y regionalista; pero nunca militó en la colectividad.
Fue elegido como senador, en una elección parlamentaria complementaria, por la 8.ª Agrupación Provincial de Bío-Bío, Malleco y Cautín, para finalizar el período 1941-1949. Se incorporó el 10 de abril de 1945, en reemplazo del senador Darío Barrueto Molinet, que falleció en diciembre de 1944. En la cámara alta fue senador reemplazante en la Comisión Permanente de Gobierno; e integró la Comisión Permanente de Trabajo y Previsión Social. Por otra parte, fue presidente de la delegación chilena, al Tratado con Argentina en 1946.
En dicho año, además, pasó de independiente a integrarse como miembro fundador en el PAL, siendo su presidente nacional desde entonces. Paralelamente, fue precandidato a la presidencia de la República, cuando falleció el presidente radical Juan Antonio Ríos.
En las elecciones parlamentarias de 1949, fue reelecto como senador, por la misma Agrupación Provincial del Bío-Bío, Malleco y Cautín, por el período 1949-1957; continuó integrando la Comisión Permanente de Trabajo y Previsión Social. Integró además, la Comisión Mixta de Presupuestos, en 1953 y en 1955; y la Mixta Especial que Estudió lo Relacionado con Límites del Alto Palena, en 1956. Fue miembro de la Comisión de Recepción al Presidente de la República, en 1949, y 1951. Durante su labor parlamentaria presentó diversas mociones que se convirtieron en ley de la República, como la ley n° 9.676, Erección de Monumento en Santiago a Arturo Alessandri Palma; ley n.° 10.219, Ejecución de Obras en Municipalidad de Temuco.
De forma paralela, fue contrario a la candidatura presidencial del exmandatario Carlos Ibáñez del Campo, por lo que en 1951 se produjo la escisión del agrario-laborismo, abandonando la presidencia del PAL. Entonces se propuso crear el Partido Nacional Agrario y más tarde concurrió con aquel, a otro, denominado "Partido Nacional", al que concurrió además el Movimiento Agrario Laborista Recuperacionista.
Más tarde, en octubre de 1958, con el Partido Nacional formó, en concurrencia con el resto del PAL, el Partido Nacional Popular (Panapo); en 1960, éste convergió al Partido Democrático Nacional (Padena), próximo a la izquierda y a la Democracia Cristiana (DC), que aprovechó los remanentes del agrario-laborismo; sin embargo, no se hizo parte de esta última acción, siendo su última tienda política.

## Historial electoral

### Listado de senadores 1941-1945
Las provincias que escogían senadores en esta elección para el período 1941-1949 fueron: Atacama y Coquimbo; Santiago; Curicó, Talca y Maule; Biobío, Malleco y Cautín, que se encuentran destacadas en celdas oscuras y en negrilla en el siguiente cuadro de distribución.

### Listado de senadores 1949-1953
Las agrupaciones provinciales que escogían senadores en esta elección para el período 1949-1957 fueron: Atacama y Coquimbo; Santiago; Curicó, Talca, Linares y Maule; y Biobío, Malleco y Cautín.
En el cuadro de distribución se encuentran marcados en celdas oscuras y negrilla aquellos escaños que se eligieron en esta elección. Las restantes provincias en el listado que a continuación se entrega, corresponden a los senadores del período 1945-1953.